# 余麗珍
余麗珍（英語：Yu Lai-zhen，1915年8月6日—2004年3月4日），在英屬馬來聯邦出生，香港1950年代著名粵劇及電影演員，廣東开平人，天主教徒，13歲已投身粵劇界，以演「刀馬旦」稱著，有譽「藝術旦后」。20世紀50年代至離港赴加前居住在旺角的西洋菜街，其丈夫是香港粵劇劇作家李少芸。

## 生平
1947年開始拍電影，演出過《十奏嚴嵩》、《光緒皇夜祭珍妃》、《山東紮腳穆桂英》等粵語戲曲片，及神怪武俠／戲曲片《無頭東宮生太子》上、下集、《無頭東宮救太子》、《飛頭公主雷電鬥飛龍》等。余麗珍飾演「東宮娘娘」（「東宮」本指皇太子所住之宮殿，「東宮娘娘」本指皇太子妃，但近代戲曲中卻是對皇后的稱呼，可能源自清末慈安太后稱「東太后」）的可憐忠角形象，與經常由李香琴飾演的陰險奸角「西宮娘娘」形象分庭抗禮，深入民心。香港著名歌手及演員張國榮便曾於其張國榮1985百爵夏日演唱會中，在邀請嘉賓兼好友陳百強上台時，自嘲陳和自己因經常在電影中分飾忠奸角色，若以女人言則正好比余麗珍及李香琴；陳則回應道不想如余麗珍一樣「個頭飛來飛去」（「頭部到處飛」）。
余麗珍曾與鳳凰女（紅牡丹）、鄧碧雲（藍牡丹）、羅艷卿（銀牡丹）、吳君麗（白牡丹）、于素秋（黑牡丹）、南紅（綠牡丹）、林鳳（黃牡丹）等七位粵劇女演員結義金蘭，號稱「八牡丹」。余麗珍排行最長，外號「紫牡丹」。其中，因余麗珍與吳君麗二人的名字中皆有「麗」字，戲行又以輩份分別稱呼余、吳二人為「大麗姐」及「細麗姐」以示區別。
1968年退出藝壇，移居加拿大的多倫多，2004年3月4日（星期四）在多倫多的醫院病逝，享年88歲。

## 家庭
余麗珍與李少芸於1940年代結婚後，育有兩子兩女。長子為李潤生；么子李榮雄曾在1968年3月4日凌晨在西貢的井欄樹村，與兩位同學王志偉及簡尼一起穖翻車，嚴重受傷。1952年5月23日，李余二人離婚。其後二人復婚；1960年代末至1970年代初，李余二人曾一度失和，並分別短暫移居澳門及美國。

## 電影演出
| - 三月杜鵑魂（1947年） - 萬紫千紅（1948年） - 大鬧粉粧樓（1949年）... 羅焜 - 背解紅羅（1949年）... 蘇金定 - 落花時節落花樓（1950年） - 楚雲雪夜盜檀郎（1950年） - 斷腸姑嫂斷腸夫（1950年） - 七虎渡金灘（下集）（1951年） - 帝苑春心化杜鵑（1951年） - 七虎渡金灘（上集）（1951年） - 女兒香（1951年） - 難為了爸爸（1952年）... 串舞客 - 十奏嚴嵩（1952年） - 真假武潘安（1952年） - 光緒王夜祭珍妃（1952年） - 新封神榜（1953年）... 姜后 - 狀元紅（1957年） - 蟹美人（上集）（1957年） - 蘇后解紅羅天齊寺會母（下集大結局）（1957年） - 蘇后解紅羅天齊寺會母（上集）（1957年） - 無頭東宮生太子（上集）（1957年） - 蟹美人（大結局）（1957年） - 無頭東宮救太子（無頭東宮生太子第三集）（1957年） - 蟹美人大鬧水晶宮（1957年） - 無頭東宮生太子（下集大結局）（1957年） - 紮腳劉金定（1958年） - 飛行太子（1958年） - 七彩鍾無艷（1958年） - 女攝青鬼乞米養孤兒（上集）（1958年） - 蛇美人劈山尋太子（上集）（1958年） - 七彩蝴蝶精（1958年） - 風火送慈雲（上集）（1958年） - 蟹仔夜祭蟹美人（1958年） - 女攝青鬼乞米養孤兒（下集大結局）（1958年） - 蛇美人劈山尋太子（下集）（1958年） - 廣東順母橋（1958年） - 風火送慈雲（下集大結局）（1958年） - 七彩鍾無艷（續集）（1959年） - 女鬼嫁狀元（下集）（1959年）... 飾陳玉玲, 陳金玲 - 山東紮腳穆桂英（下集）（七彩胭脂將）（1959年） - 墓美人火燒棺材精（下集大結局）（1959年） - 鵬程萬里（十八羅漢收大鵬）（1959年） - 掃把精（1959年） - 四郎探母（1959年） - 三司會審殺姑案（1959年） - 神眼東宮認太子（上集）（1959年） - 妹仔王掛帥平西（1959年）... 飾柳金花, 楊府妹仔 - 女鬼嫁狀元（上集）（1959年）... 分飾陳玉玲, 陳金玲 - 山東紮腳穆桂英（上集）（1959年） - 墓美人火燒棺材精（上集）（1959年） - 楊八妹取金刀（1959年） - 七彩鍾無艷（三集大結局）（1959年） - 神眼東宮認太子（大結局）（1959年） - 飛龍太子劈石救銀妃（1960年） - 女黑俠飛鵝嶺救夫（1960年） - 猩猩女飛馬斬魔龍（下集）（1960年） - 神鷹飛天俠（1960年） - 金麒麟五福臨門（1960年） - 節婦斬情夫（1960年） - 飛頭公主滴血救親夫（1960年） - 十三妹大鬧能仁寺（1960年） - 樊梨花掛帥罪子（1960年） - 七彩金葡萄（1960年） - 紮腳樊梨花（1960年） - 七兒八女九狀詞（1960年）... 白碧茹 - 飛頭公主雷電鬥飛龍（1960年） - 十三妹金殿賣人頭（1960年） - 猩猩女飛馬斬魔龍（上集）（1960年） - 三宮六苑斬狐妃（1961年） - 金鳳斬蛟龍（1961年）... 金大鳳 - 無頭女賣頭尋夫（1961年） - 沉香太子毒龍潭救母（下集）（1961年） | - 十年割肉養金龍（1961年） - 八美審狀元（1961年） - 女飛俠紅姑（1961年） - 花蝴蝶三氣飛天貓（1961年） - 野龍怒碎金蛇塔（1961年） - 神蛇飛虎救正宮（1961年） - 無頭正宮救子鬧金鑾（1961年） - 沉香太子毒龍潭救母（上集）（1961年） - 富貴花開鳳凰台（1961年） - 神眼峨眉尋太子（1962年） - 平陽公主替子受斬刑（1962年） - 飛天雷震子（1962年） - 望兒樓（1962年） - 薛門七女將（1962年） - 哪宅劈天救母（1962年） - 雙太子飛渡雁門關（1962年） - 羅成叫關（1962年） - 望夫亭（1962年） - 金間怒碎銀安殿（1962年） - 哪宅三鬥紅孩兒（1962年） - 金鳳銀龍雙掛帥（1962年） - 銀合太子乞食告御狀（1962年） - 七鳳鬥魔龍（1962年） - 哪宅出世（1962年） - 霹靂金較剪（上集）（1963年） - 母血洗兒刀（1963年） - 兩個東宮爭太子（1963年） - 二郎神楊戩（1963年） - 七彩寶蓮燈（1963年） - 豹山神鶴劍（1963年） - 冷秋薇（上集）（1963年）... 冷秋薇 - 七手八臂觀世音（1963年） - 白蟒鬧龍（1963年） - 龍虎三女霸（上集）（1963年） - 天齊寺會母（1963年） - 白猿太子陰陽崖會母（1963年） - 冷秋薇（下集）（1963年） - 玉龍太子出家（1963年） - 子母碑（1963年） - 龍虎三女霸（下集）（1963年） - 七彩神火棒（1964年） - 四兒女（下集）（1964年） - 龍江三虎（下集）（1964年） - 霹靂薔薇（下集）（1964年） - 香城九鳳（1964年） - 荒唐四怪俠（下集）（1964年） - 三個正宮救太子（上集）（1964年）... 梅巧容 - 金箭銀龍（1964年） - 半張碌架床（1964年）... 甘四嫂 - 霹靂薔薇（上集）（1964年） - 霹靂金較剪（下集）（1964年） - 四兒女（上集）（1964年） - 荒唐四怪俠下集大結局（1964年）... 白衣玄女趙幼裳 - 龍江三虎（上集）（1964年） - 滿堂吉慶（1964年） - 三個正宮救太子（下集）（1964年） - 神鶴金鷹（1964年） - 荒唐四怪俠（上集）（1964年） - 萍嫂（下集）（1965年） - 海底骷髏塔（下集）（1965年） - 特務101（1965年） - 木屋沙甸魚（1965年）... 何淑賢 - 三姑嫂（下集）（1965年） - 999神秘雙屍案（1965年）... 尤婉嫻 - 萍嫂（上集）（1965年） - 海底骷髏塔（上集）（1965年） - 999離奇三凶手（1965年） - 哪宅三戲紅孩兒（1965年）... 李夫人 - 三姑嫂（上集）（1965年） - 發財鑽石寶（1966年） - 教子殺父皇（1967年） |